# Влашковец
Влашковец су насељено место у Републици Хрватској у Загребачкој жупанији. Административно је у саставу Јастребарског.
Насеље се налази на надморској висини од 90 метара, а простире се на површини од 3,61 km².

## Становништво
Према задњем попису становништва из 2001. године у Влашковцу је живело 120 становника који живе у 41 породичном домаћинству. Густина насељености је 33,24 становника на km²
Кретање броја становника по пописима 1857—2001.
| година пописа  | 1857. | 1869. | 1880. | 1890. | 1900. | 1910. | 1921. | 1931. | 1948. | 1953. | 1961. | 1971. | 1981. | 1991. | 2001. |
| бр. становника | 164   | 163   | 163   | 191   | 192   | 235   | 214   | 248   | 291   | 303   | 270   | 218   | 163   | 135   | 120   |